# Peter Muduhwa
Peter Muduhwa (Bulawayo, 11 agosto 1993) è un calciatore zimbabwese, difensore dell'Highlanders e della nazionale zimbabwese.

## Carriera

### Nazionale
Debutta con la nazionale zimbabwese il 26 marzo 2017 scendendo in campo nell'amichevole pareggiata 0-0 contro le Zambia.
Nel 2021 viene convocato per la Coppa delle nazioni africane 2021.

## Statistiche
Statistiche aggiornate al 30 dicembre 2021.

### Cronologia presenze e reti in nazionale
| Cronologia completa delle presenze e delle reti in nazionale ― Zimbabwe | Cronologia completa delle presenze e delle reti in nazionale ― Zimbabwe | Cronologia completa delle presenze e delle reti in nazionale ― Zimbabwe | Cronologia completa delle presenze e delle reti in nazionale ― Zimbabwe | Cronologia completa delle presenze e delle reti in nazionale ― Zimbabwe | Cronologia completa delle presenze e delle reti in nazionale ― Zimbabwe | Cronologia completa delle presenze e delle reti in nazionale ― Zimbabwe | Cronologia completa delle presenze e delle reti in nazionale ― Zimbabwe |
| Data                                                                    | Città                                                                   | In casa                                                                 | Risultato                                                               | Ospiti                                                                  | Competizione                                                            | Reti                                                                    | Note                                                                    |
| ----------------------------------------------------------------------- | ----------------------------------------------------------------------- | ----------------------------------------------------------------------- | ----------------------------------------------------------------------- | ----------------------------------------------------------------------- | ----------------------------------------------------------------------- | ----------------------------------------------------------------------- | ----------------------------------------------------------------------- |
| 26-3-2017                                                               | Harare                                                                  | Zimbabwe                                                                | 0 – 0                                                                   | Zambia                                                                  | Amichevole                                                              | -                                                                       | 90’                                                                     |
| 8-11-2017                                                               | Maseru                                                                  | Lesotho                                                                 | 1 – 0                                                                   | Zimbabwe                                                                | Amichevole                                                              | -                                                                       |                                                                         |
| 11-11-2017                                                              | Windhoek                                                                | Namibia                                                                 | 3 – 1                                                                   | Zimbabwe                                                                | Amichevole                                                              | -                                                                       |                                                                         |
| 18-4-2018                                                               | Harare                                                                  | Zimbabwe                                                                | 0 – 1                                                                   | Botswana                                                                | Amichevole                                                              | -                                                                       |                                                                         |
| 29-7-2019                                                               | Centre de Flacq                                                         | Mauritius                                                               | 0 – 4                                                                   | Zimbabwe                                                                | Qual. CHAN 2020                                                         | -                                                                       |                                                                         |
| 4-8-2019                                                                | Bulawayo                                                                | Zimbabwe                                                                | 3 – 1                                                                   | Mauritius                                                               | Qual. CHAN 2020                                                         | -                                                                       |                                                                         |
| 5-9-2019                                                                | Gibuti                                                                  | Somalia                                                                 | 1 – 0                                                                   | Zimbabwe                                                                | Qual. Mondiali 2022                                                     | -                                                                       |                                                                         |
| 22-9-2019                                                               | Harare                                                                  | Zimbabwe                                                                | 3 – 1                                                                   | Lesotho                                                                 | Qual. CHAN 2020                                                         | -                                                                       |                                                                         |
| 20-10-2019                                                              | Maseru                                                                  | Lesotho                                                                 | 0 – 0                                                                   | Zimbabwe                                                                | Qual. CHAN 2020                                                         | -                                                                       |                                                                         |
| 16-1-2021                                                               | Yaoundé                                                                 | Camerun                                                                 | 1 – 0                                                                   | Zimbabwe                                                                | CHAN 2020 - Primo turno                                                 | -                                                                       |                                                                         |
| 20-1-2021                                                               | Yaoundé                                                                 | Burkina Faso                                                            | 3 – 1                                                                   | Zimbabwe                                                                | CHAN 2020 - Primo turno                                                 | -                                                                       |                                                                         |
| Totale                                                                  |                                                                         | Presenze                                                                | 11                                                                      |                                                                         | Reti                                                                    | 0                                                                       |                                                                         |

## Palmarès

### Club

#### Competizioni nazionali
- Coppa di Zimbabwe: 1

Highlanders: 2019